# Rom, Mecklenburg-Vorpommern
Rom är en kommun och ort i Landkreis Ludwigslust-Parchim i förbundslandet Mecklenburg-Vorpommern i Tyskland.
I kommunen finns orterna Darze, Klein Niendorf, Lancken, Paarsch, Rom och Stralendorf.
Kommunen ingår i kommunalförbundet Amt Parchimer Umland tillsammans med kommunerna Domsühl, Groß Godems, Karrenzin, Lewitzrand, Obere Warnow, Spornitz, Stolpe, Ziegendorf och Zölkow.